# Oxytropis nuda
Oxytropis nuda là một loài thực vật có hoa trong họ Đậu. Loài này được Basil. miêu tả khoa học đầu tiên.